# Utrechtsch Studenten Concert
Het Utrechtsch Studenten Concert (USConcert) is het oudste symfonieorkest van Nederland, dat nog steeds actief is. De studentenvereniging is in 1823 opgericht en heeft hiervoor in 1998 een vermelding in het Guinness Book of Records gekregen. Het USConcert bestaat tegenwoordig uit ongeveer honderd talentvolle jonge musici die onder leiding van dirigent Bas Pollard symfonische muziek ten gehore brengen.

## Geschiedenis
Het USConcert is als subgezelschap van het Utrechtsch Studenten Corps opgericht in het jaar 1823. In 1981 heeft het orkest zich losgemaakt van het corps. Het USConcert staat sinds 1997 onder leiding van dirigent Bas Pollard.

## Repertoire
Het orkest speelt voornamelijk stukken uit het (laat)romantische repertoire (Mahler, Bruckner, Tsjaikovski, Brahms, Strauss) en het 20e-eeuwse repertoire (Sjostakovitsj, Britten, Prokofjev, Bloch, Bartók). Sinds een jaar of twintig is het traditie om de lustra van het orkest te vieren met een opera. Zo werden Suor Angelica (Puccini) (1990), I Pagliacci (Leoncavallo) (1998) en Falstaff (Verdi) (2003) scenisch opgevoerd. In juli 2008 (185-jarig bestaan) is de nieuw geschreven rockopera Equilibrio uitgevoerd. In de zomer van 2013 werd de opera Das Rheingold van Richard Wagner in het ruim van een binnenvaartschip opgevoerd in Duitse en Nederlandse steden aan de Rijn of uitlopers daarvan. In 2018 volgde de productie van de opera Thijl van Jan van Gilse bij het Nationaal Militair Museum op het terrein van de voormalige vliegbasis Soesterberg. Vanwege het 200-jarig bestaan werd in 2023 de opera Doctor Atomic van John Adams opgevoerd in de Werkspoorkathedraal.
Het orkest speelt in principe twee grote programma's per jaar met concerten omstreeks december en juni. Hiernaast leent het orkest zich voor solistenprojecten (Liszt Pianoconcours, Internationaal Studenten Pianoconcours, Internationaal korenfestival Europa Cantat), opera-, operette- en koorbegeleidingen (Utrechts Operakoor, EDOG, Scherzando) en andere samenwerkingen op bijzondere locaties (Sail 2010, Museum Catharijneconvent).

## Solisten en dirigenten
Het USConcert heeft in de negentiende eeuw met talloze beroemdheden gespeeld. Zo soleerden onder andere Camille Saint-Saëns, Clara Schumann, Franz Liszt, Henryk Wieniawski en Joseph Joachim met het orkest bij hun bezoek in Utrecht. Enkele solisten die meer recentelijk met het Utrechtsch Studenten Concert hebben samengewerkt zijn Emmy Verhey, Ronald Brautigam, Sergio Tiempo, Pieter Wispelwey, Tjeerd Top en Floris Mijnders. De laatste jaren wordt er nog steeds samengewerkt met talentvolle jonge solisten (Joris van den Berg, Remy van Kesteren, Johan Olof en Daniël van der Hoeven).
Het orkest heeft onder meer Richard Hol, Wouter Hutschenruyter, Bertus van Lier, Willem van Otterloo en Marien van Staalen als dirigent gehad. Sinds 1997 is Bas Pollard de vaste dirigent.

## Opdrachtcomposities
Van de talloze opdrachtcomposities die voor het orkest zijn gemaakt, genieten de Drie dansen voor orkest van Roel van Oosten nog enige bekendheid, evenals de Kuhnauvariaties van Hendrik Andriessen.  In het recente verleden (2010, 2011) is er de gelegenheid gegeven aan twee jonge componisten (orkestleden Morris Kliphuis en Rogier Brand) om een stuk te schrijven voor het USConcert. In het voorjaar van 2019 voerde het USConcert de opdrachtcompositie Wayfare Concerto van Sem Hak uit.